# Сасакі Хітосі
Сасакі Хітосі (яп. 佐々木 等, нар. 1891, Фукусіма — пом. 23 липня 1982) — японський футболіст, що грав на позиції півзахисника.

## Клубна кар'єра
Грав за команду Tokyo Higher Normal School.

## Кар'єра тренера
В 1921 року Сасакі став головним тренером збірної Японії, якою мав керувати на Far Eastern Championship Games 1921.